# Regina Schineis

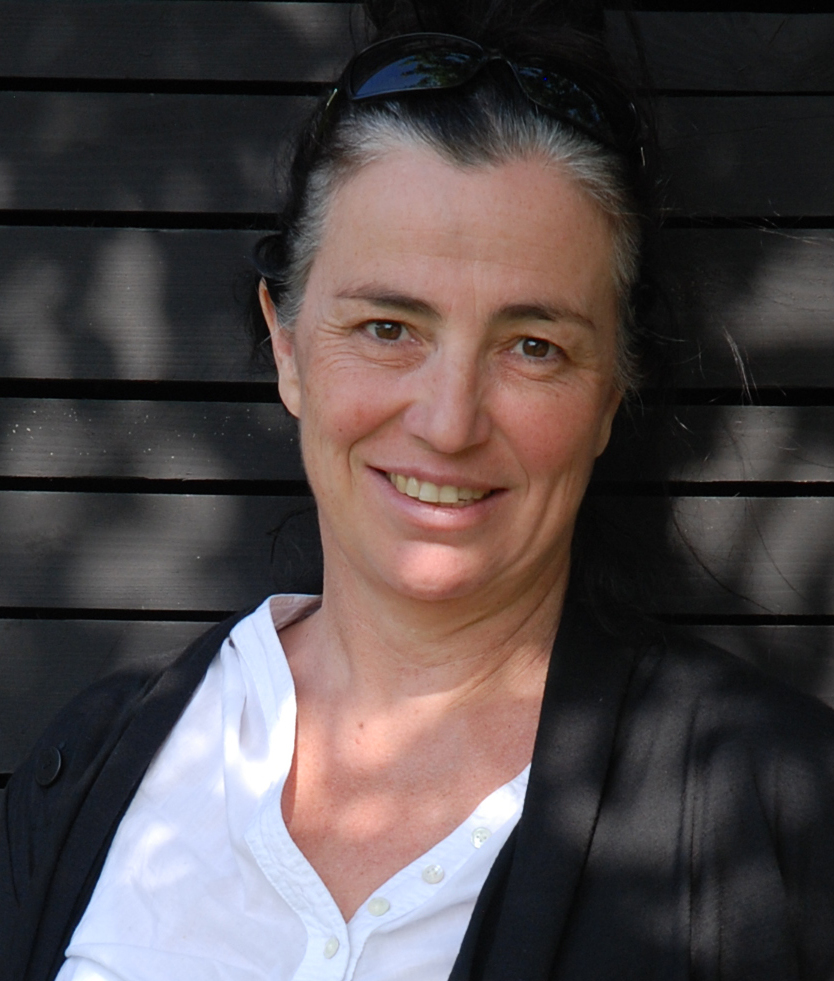

Regina Schineis (* 1966 in Augsburg) ist eine deutsche Architektin und Stadtplanerin.

## Werdegang
Regina Schineis studierte von 1988 bis 1989 an der Hochschule für evangelische Kirchenmusik in Bayreuth und schloss das Studium als nebenberufliche Organistin ab. Anschließend studierte sie von 1989 bis 1996 Architektur an der Technischen Hochschule Darmstadt, wo sie schließlich den Abschluss als Diplom-Ingenieurin erwarb. Sie war von 1991 bis 1992 Fulbright Stipendiatin an der School of Architecture der Tulane University in New Orleans.
1998 gründete Regina Schineis ihr eigenes Büro für Architektur und Städtebau in Augsburg. Von 1998 bis 2000 war sie wissenschaftliche Mitarbeiterin am Lehrstuhl für Gebäudetechnologie an der Technischen Universität München bei Thomas Herzog. 2003 wurde Regina Schineis als Mitglied des Konvents für Baukultur der Bundesregierung Deutschland berufen. 2004 war sie Stipendiatin der Deutschen Akademie Rom Villa Massimo und stellte ausgewählte Projekte auf der Biennale in Venedig im deutschen Pavillon vor. 2005 war sie Gastdozentin am Institut für Städtebau an der TU Hannover. Nachdem sie von 2008 bis 2022 Partnerin im Büro hiendl_schineis architektenpartnerschaft war, führt sie seit 2023 wieder ihr eigenes Büro regina schineis architekten in Augsburg und Passau.

## Bauwerke (Auswahl)

### Büro regina schineis architekten
- 2001 Funkfeststation Dr. Dürrwangerstraße in Augsburg
- 2002 Musikprobensaal des Musikvereins Thannhausen
- 2005 Städtebauliche Planung der Innenstadt West Augsburg
- 2006 Werk+Denklabor Pauker in Friedberg
- 2007 Entwicklung des Gestaltungshandbuchs für die Stadt Illertissen
- 2007 Haus L im Doktorgässchen in der Altstadt von Augsburg

### Büro hiendl_schineis architektenpartnerschaft
- 2010 Produktions- und Verwaltungsgebäude der Heinle Energie- und Automationstechnik GmbH in Nördlingen
- 2011 Kindertagesstätte Josef-Felder-Straße in Augsburg
- 2012 Baumarkt Holz Jochum in Zusmarshausen
- 2012 Einstiegsbauwerk in Göggingen
- 2013 Umbau und Sanierung Einzelbaudenkmal Lederergasse 2 in Passau[2]
- 2015 Kindertagesstätte Emmausgemeinde in Neusäss
- 2015 Niederlassung Josef Rädlinger Bauunternehmen in Selbitz
- 2015 Allguth-Tankstelle in Holzbauweise in Olching
- 2019 Energetische Generalsanierung Kindertagesstätte Auferstehungsgemeinde in Augsburg
- 2021 Schulpavillon für das Sonderpädagogische Förderschulzentrum in Moosburg
- 2021 Energetische Generalsanierung der Frère-Roger-Schule in Augsburg
- 2021 DAV Bundesgeschäftsstelle in München
- 2021 Freitreppe und Gastronomiepavillon Floßlände in Augsburg[3]

## Auszeichnungen und Preise
- 1994 Deutscher Holzbauförderpreis
- 1995 Schinkelpreis
- 2000 Kunstförderpreis der Stadt Augsburg
- 2000 Renault Traffic Design Award für das Einstiegsbauwerk am Königsplatz in Augsburg[4]
- 2001 Thomas Wechs Preis und Renault Traffic Design Award, 2002 Tecu-Award für die Funkfeststation der Verkehrs GmbH Augsburg
- 2002 Holzbaupreis Bayern für den Musikprobensaal Thannhausen
- 2003 Renault Traffic Design Award, Public-Design-Preis für die Fahrgastunterstände der Straßenbahnlinie 2 in Augsburg
- 2003 Deutscher Holzbaupreis – 2. Preis[5] und Deutscher Architekturpreis – Anerkennung[6] für den Musikprobensaal Thannhausen
- 2004 Thomas Wechs Preis für den Musikprobensaal in Thannhausen
- 2008 Preis des Deutschen Stahlbaues[7], AIT Best of Office Architecture Award, Thomas Wechs Preis[8] und Hypo Real Estate Architekturpreis[9] für das Werk+Denklabor in Friedberg
- 2009 contractworld.award – 3. Preis für das Werk+Denklabor in Friedberg[10]
- 2010 Holzbaupreis Bayern – Anerkennung und 2012 Preis für vorbildliche Gewerbebauten der pbb-Stiftung – Auszeichnung[11] für das Produktions- und Verwaltungsgebäude der Heinle Energie- und Automationstechnik GmbH in Nördlingen
- 2014 Auszeichnung für vorbildliches Bauen auf dem Land für den Baumarkt Holz Jochum in Zusmarshausen
- 2023 Deutscher Holzbaupreis[12], Deutscher Architekturpreis – Anerkennung[13], DAM Preis – Finalist[14] für DAV Bundesgeschäftsstelle in München
- 2024 Deutscher Nachhaltigkeitspreis Architektur – Finalist DAV Bundesgeschäftsstelle in München[15]